# Wayne State University

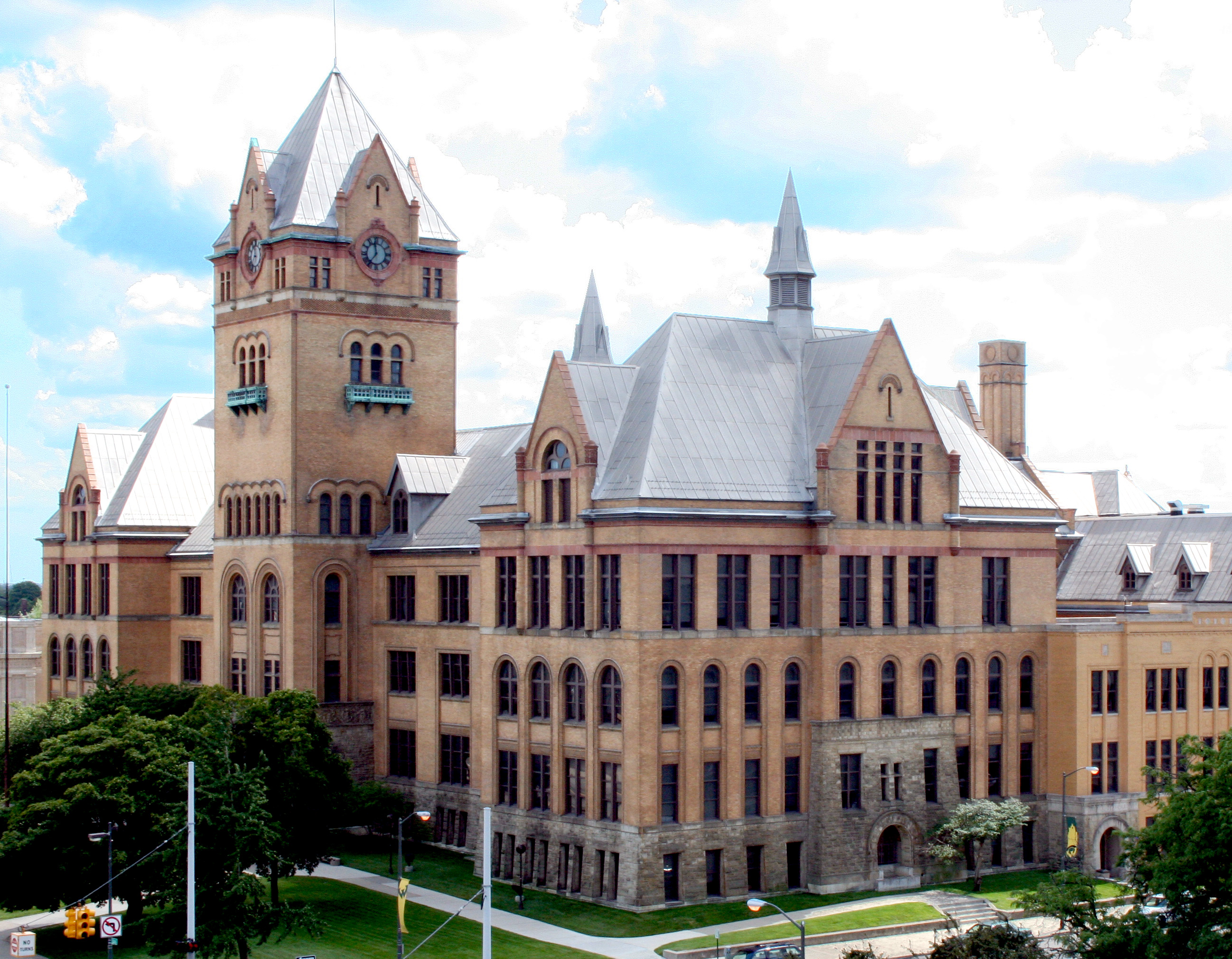
Old Main

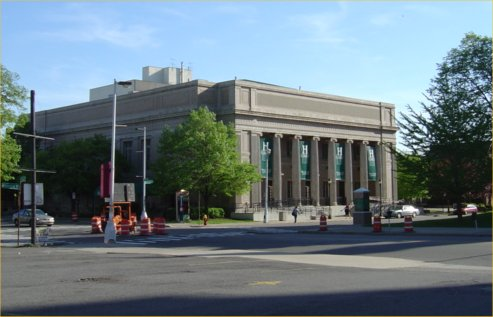
Hilberry Theatre

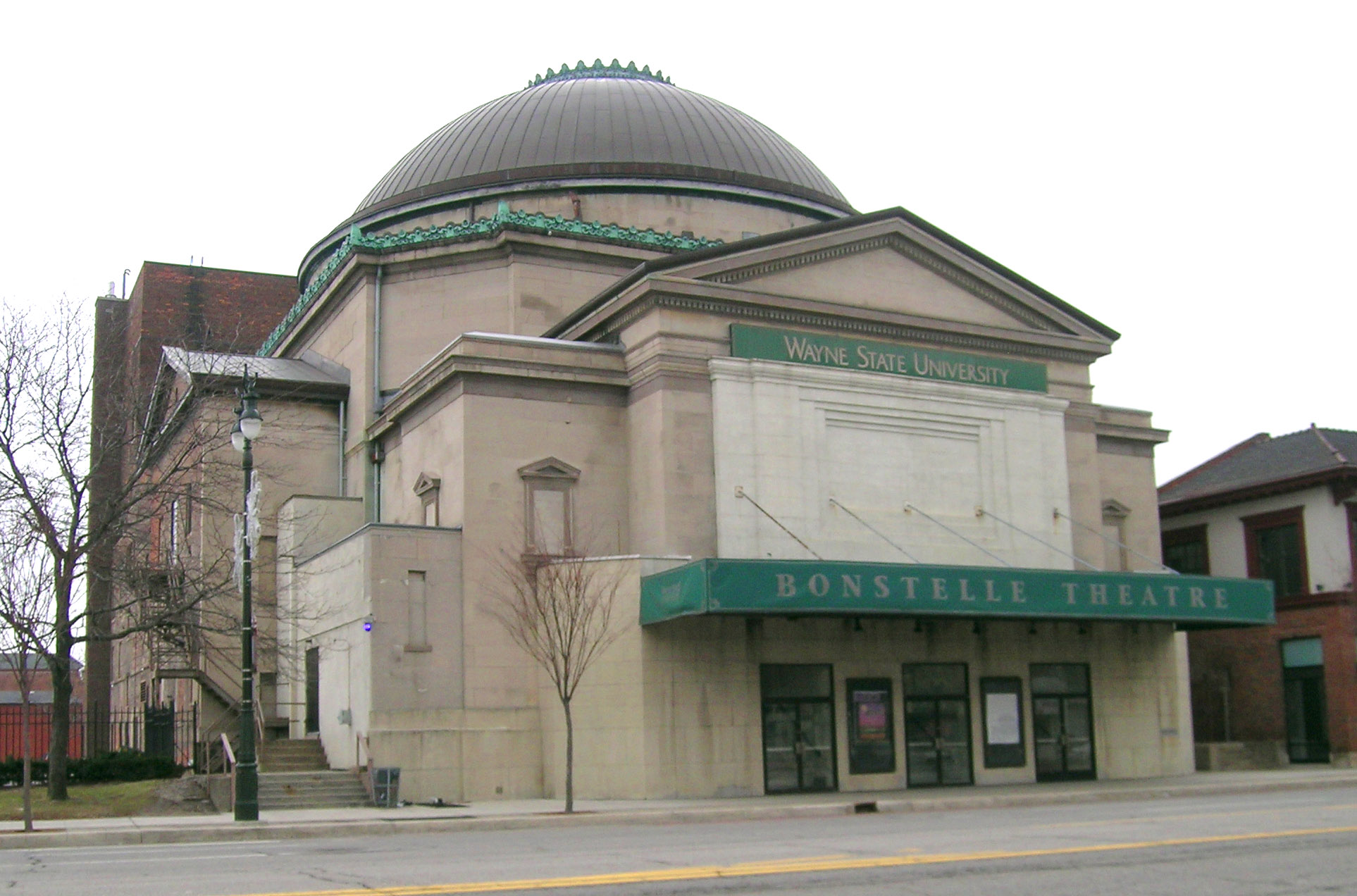
Bonstelle Theater

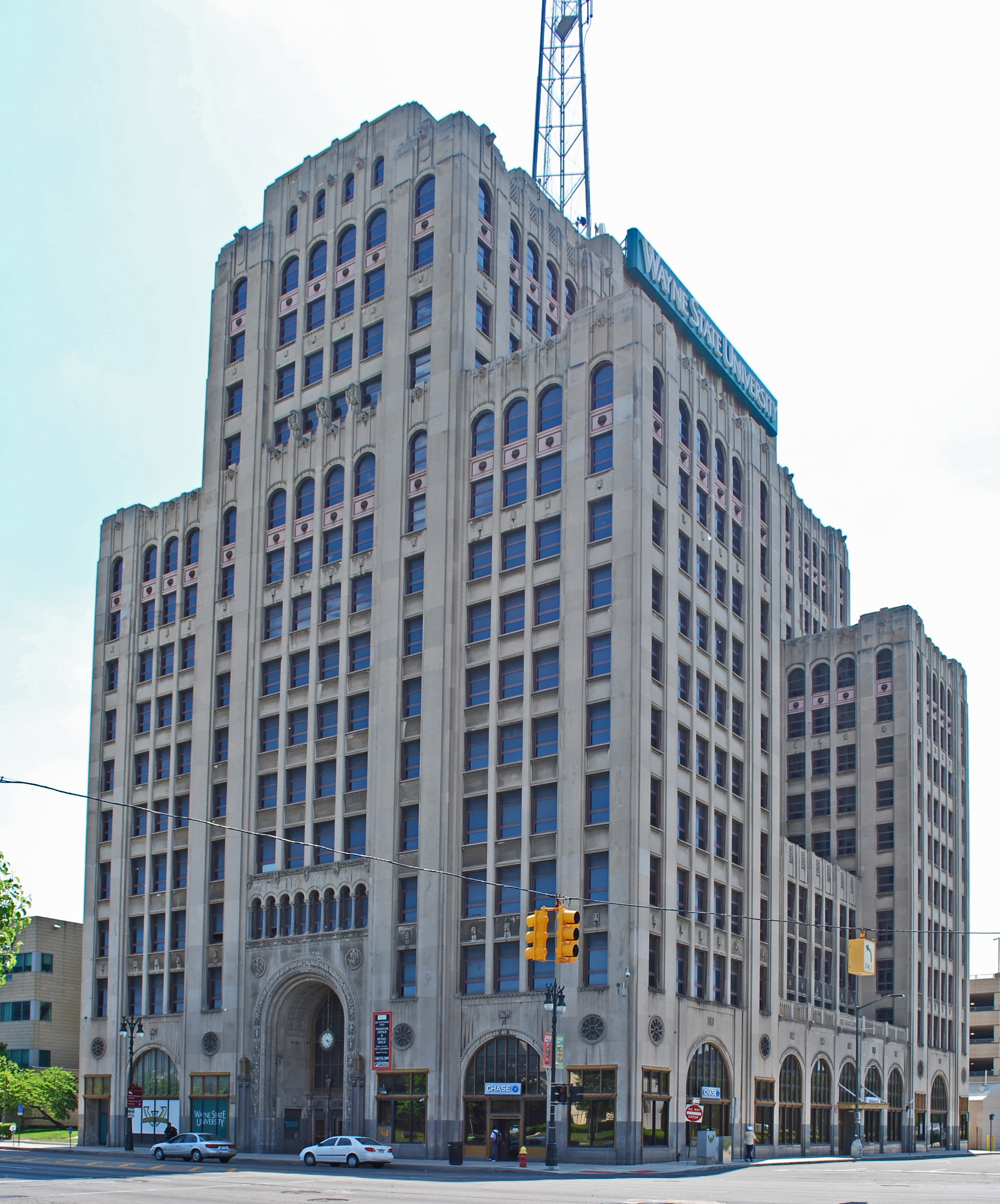
Macabees Building

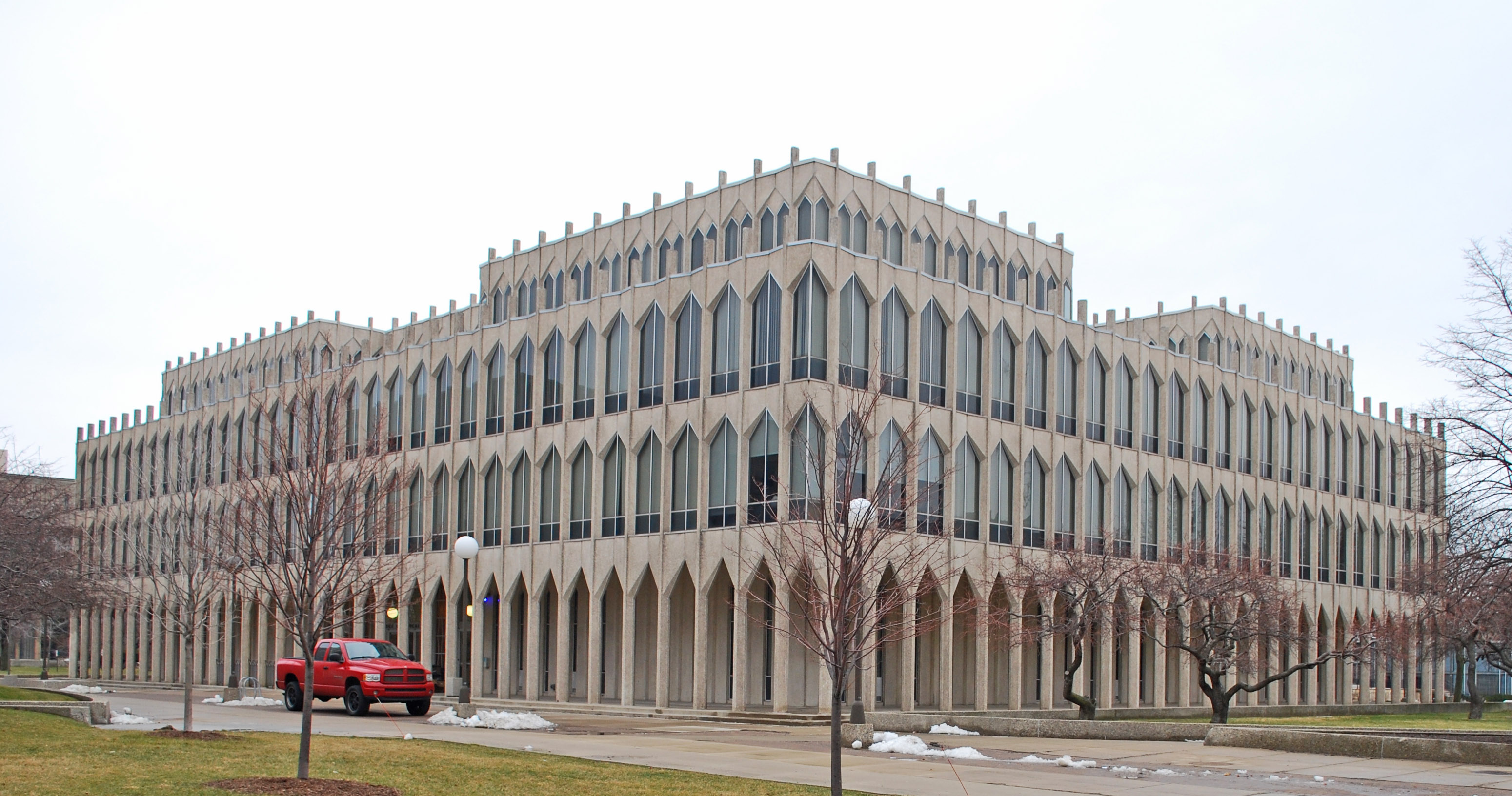
Education Building

Die Wayne State University ist eine staatliche Universität in Detroit im US-Bundesstaat Michigan. Zu der Hochschule gehört die drittgrößte medizinische Fakultät der USA.

## Geschichte
Die Wayne State University wurde 1868 als Detroit Medical College gegründet. Mit dem Zusammenschluss verschiedener Colleges 1934 erhielt sie ihren heutigen Namen.

## Zahlen zu den Studierenden, den Dozenten und zum Vermögen
Im Herbst 2021 waren 24.919 Studierende an der Wayne State University eingeschrieben. Davon strebten 16.839 (67,6 %) ihren ersten Studienabschluss an, sie waren also undergraduates. Von diesen waren 59 % weiblich und 41 % männlich; 13 % bezeichneten sich als asiatisch, 16 % als schwarz/afroamerikanisch, 6 % als Hispanic/Latino und 55 % als weiß. 8.080 (32,4 %) arbeiteten auf einen weiteren Abschluss hin, sie waren graduates. Es lehrten 721 Dozenten an der Universität, davon 631 in Vollzeit und 90 in Teilzeit. Mit 33.137 Studierenden war die Wayne State 2006 die drittgrößte Hochschule in Michigan, 2010 waren es 27.825 Studierende eingeschrieben gewesen.
Der Wert des Stiftungsvermögens der Universität lag 2021 bei 519,9 Mio. US-Dollar und damit 29,5 % höher als im Jahr 2020, in dem es 401,6 Mio. US-Dollar betragen hatte. 2009 waren es rund 204 Mio. US-Dollar gewesen.

## Organisation

### Fakultäten
- Geistes- und Naturwissenschaften
- Ingenieurwissenschaften
- Medizin
- Pädagogik
- Pharmazie und Gesundheitswissenschaften (Eugene Applebaum College of Pharmacy and Health Sciences)
- Pflege
- Rechtswissenschaften
- Schöne-, Darstellende- und Kommunikationskünste
- Sozialarbeit
- Wirtschaftswissenschaften
- Graduate School

### Weitere Standorte
- Harper Woods High School, Harper Woods, MI
- University Center at Macomb Community College, Clinton Township, MI
- Lamphere High School, Madison Heights, MI
- Oakland Center, Farmington Hills, MI
- University Center at Saint Clair County Community College, St. Clair, MI
- Wayne County Center, Detroit, MI

## Sport
Die Sportteams der Wayne State University sind die Warriors. Die Hochschule ist Mitglied in der Great Lakes Intercollegiate Athletic Conference.

## Persönlichkeiten
- Kenny Burrell (* 1931), Jazzgitarrist
- Larry Joe Campbell (* 1970), Schauspieler
- Thomas B. Cooley (1871–1945), Professor für Kinderheilkunde und Erstbeschreiber der β-Thalassämie, auch Cooley-Anämie genannt
- Casey Kasem (1932–2014), Radiomoderator

### Absolventen
- Bess Bonnier (1928–2011), Jazzpianistin
- Patricia Boyle (1937–2014), Bundesrichterin
- John Conyers (1929–2019), Kongressabgeordneter
- Peter Karmanos junior (* 1943), Unternehmer
- Crystal Reed (* 1985), Schauspielerin
- Tom Sizemore (1961–2023), Schauspieler
- Ernie Hudson (* 1945), Schauspieler
- Tepper L. Gill (* 1941), Mathematiker

### Honorary graduates
- Carl Levin (1934–2021), US-Senator
- Jessye Norman (1945–2019), Sopranistin
- Lily Tomlin (* 1939), Schauspielerin
- Sixto Rodriguez (1942–2023), Musiker